# Planetarium Herzberg (Elster)

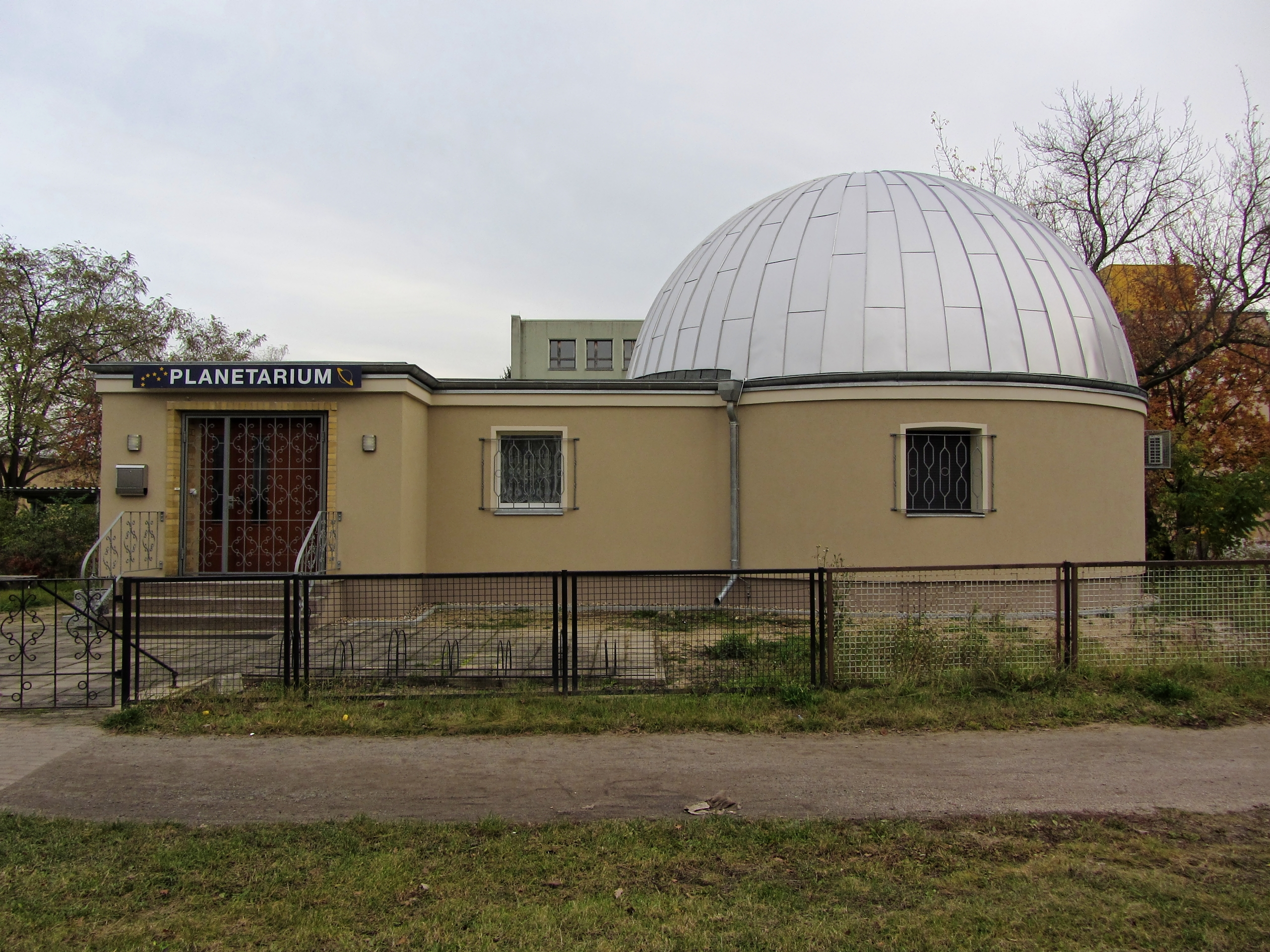
Das Zeissplanetarium in Herzberg (2011)

Das Planetarium Herzberg ist ein Kleinplanetarium und Baudenkmal in der Kreisstadt Herzberg (Elster) im südbrandenburgischen Landkreis Elbe-Elster. 
Das von einer Grünanlage umgebene Bauwerk steht auf dem Gelände der ehemaligen Grund- und Gesamtschule „Johannes Clajus“. Als Namenszusatz trägt es seit seiner Einweihung im Dezember 1965 den Ehrennamen des sowjetischen Kosmonauten Alexej Leonow, der in jenem Jahr als erster Mensch den Ausstieg in den freien Weltraum wagte.
Im örtlichen Denkmalverzeichnis ist es unter der Erfassungsnummer 09135189 verzeichnet.

## Beschreibung und Geschichte

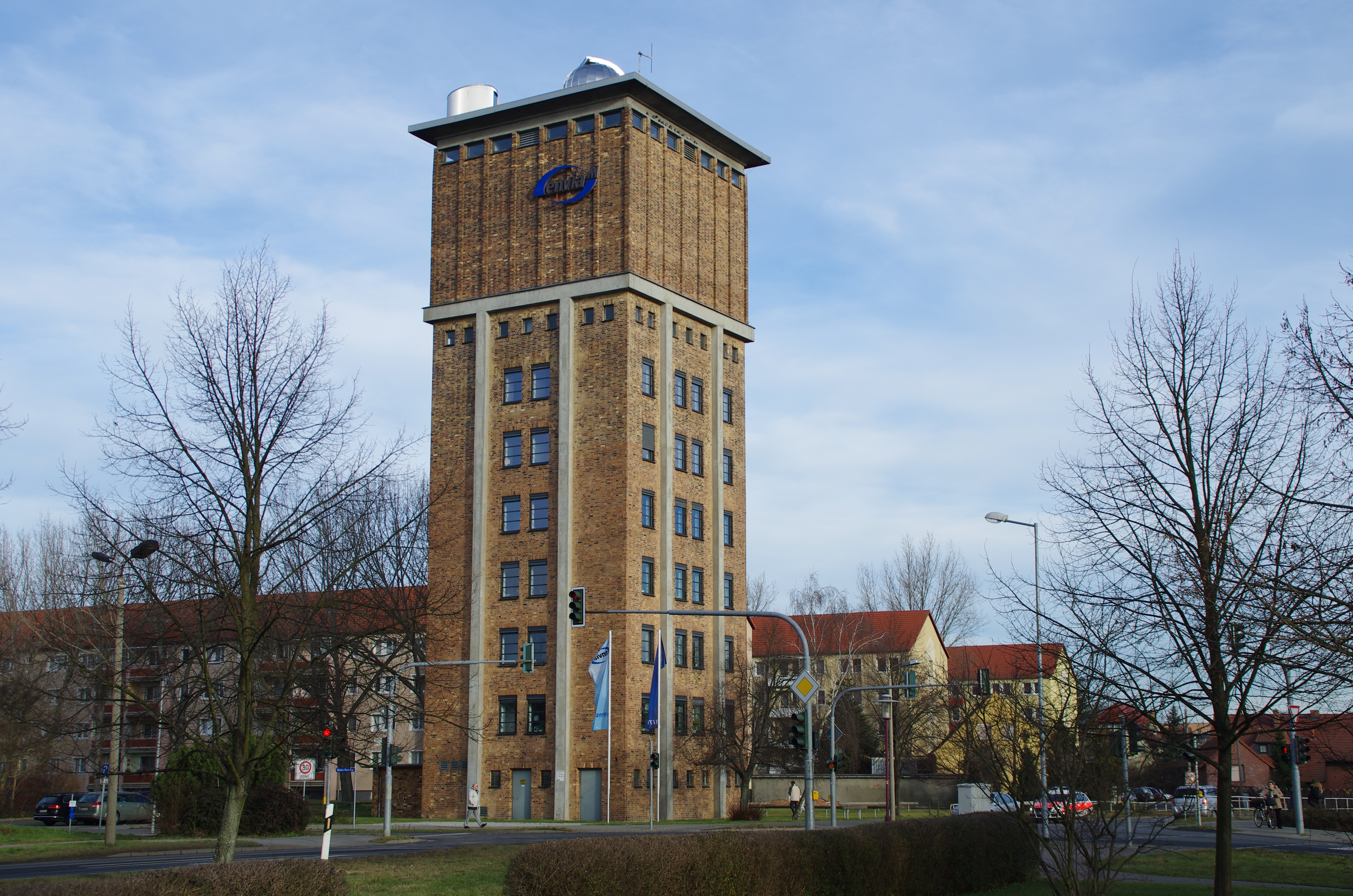
Sternwarte Herzberg (2013)

Das Herzberger Kleinplanetarium wurde in der Zeit von 1964 bis 1965 errichtet und am 17. Dezember 1965 eröffnet. Für den Entwurf zeichnete E. Bauer aus Halle (Saale) verantwortlich. Als Vorlage für das Haus diente das Planetarium der Astronomischen Station Johannes Kepler. Bei dem Gebäude handelt es sich um einen runden massiven Putzbau mit Kuppeldach.
Ausgestattet ist die Einrichtung in der Gegenwart mit einem Planetariumsprojektor ZKP2 des Unternehmens Carl Zeiss, Zusatzprojektoren, mehreren Videogroßprojektoren, einer Tonanlage und weiterer moderner Technik. Betrieben wird die städtische Einrichtung in Kooperation mit dem Verein „Herzberger Sternfreunde e.V.“, der außerdem die bereits 1960 in Betrieb genommene Sternwarte auf dem Herzberger Wasserturm im Wilhelm-Pieck-Ring 38 nutzt und dort verschiedene Veranstaltungen zur Himmelsbeobachtung anbietet. Der schwarz gestrichene, mit Sternbildern und einer Stadtsilhouette Herzbergs bemalte, Vorführraum beherbergt heute Plätze für etwa 70 Personen.